# 安特里姆區
安特里姆區 （Antrim Borough Council；愛爾蘭語：Comhairle Baile Aontroma），是北愛爾蘭東部的一個區。面積2,844 km²，2006年人口51,500人。區行政中心為安特里姆。2015年4月1日與紐頓阿比區併為安特里姆與紐頓阿比區。